# Kallimachos från Kyrene

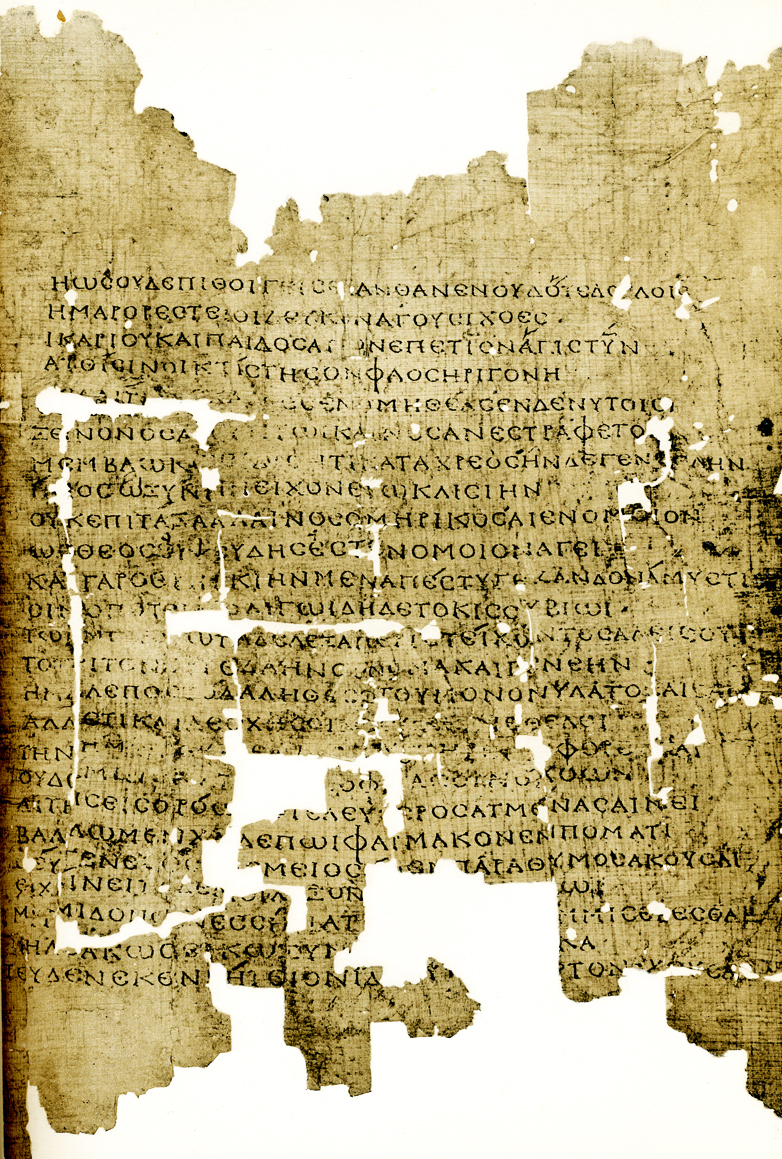
Kallimachos från Kyrene

Kallimachos från Kyrene, född omkring 305 f.Kr. i Kyrene, död omkring 240 f.Kr. i Alexandria, var en grekisk författare från Kyrene. Han tjänstgjorde som föreståndare för det kungliga biblioteket i Alexandria och fick rykte om sig att vara sin samtids mest lärde. 
Kallimachos kom till Alexandria som ung och arbetade först som lärare. Senare katalogiserade han biblioteket i Alexandria och var även hovpoet.
Kallimachos var mycket produktiv som författare och poet, kanske den främste i hellenismens litteratur. Åtminstone 6 hymner och 63 epigram finns bevarade. Bland hans verk märks Aitia (Orsaker), som i poetisk form förklarar ursprunget till olika kulter och seder, epylliet Hekale och dikten Ibis, där han vände sig mot Apollonios från Rhodos' episka utförlighet och istället förordade ett mer kortfattat uttryckssätt. Hans elegi Berenikes hår är delvis bevarad genom Catullus' latinska översättning eller bearbetning.
I Kallimachos produktion fanns också en katalog, Pinakes, i 120 böcker över alla skrifter i Alexandrias bibliotek. Detta verk lade grunden till grekisk litteraturhistorisk forskning.
Asteroiden 12154 Callimachus är uppkallad efter honom.